# Frohnsdorf (Nobitz)
Frohnsdorf ist ein Ortsteil der Gemeinde Nobitz im thüringischen Landkreis Altenburger Land. Die Gemeinde Frohnsdorf mit ihrem Ortsteil Wiesebach wurde am 6. Juli 2018 in die Gemeinde Nobitz eingegliedert. Ein Teil von Frohnsdorf gehörte bis 1928 als Exklave zu Sachsen.

## Geographie

### Lage und Verkehr

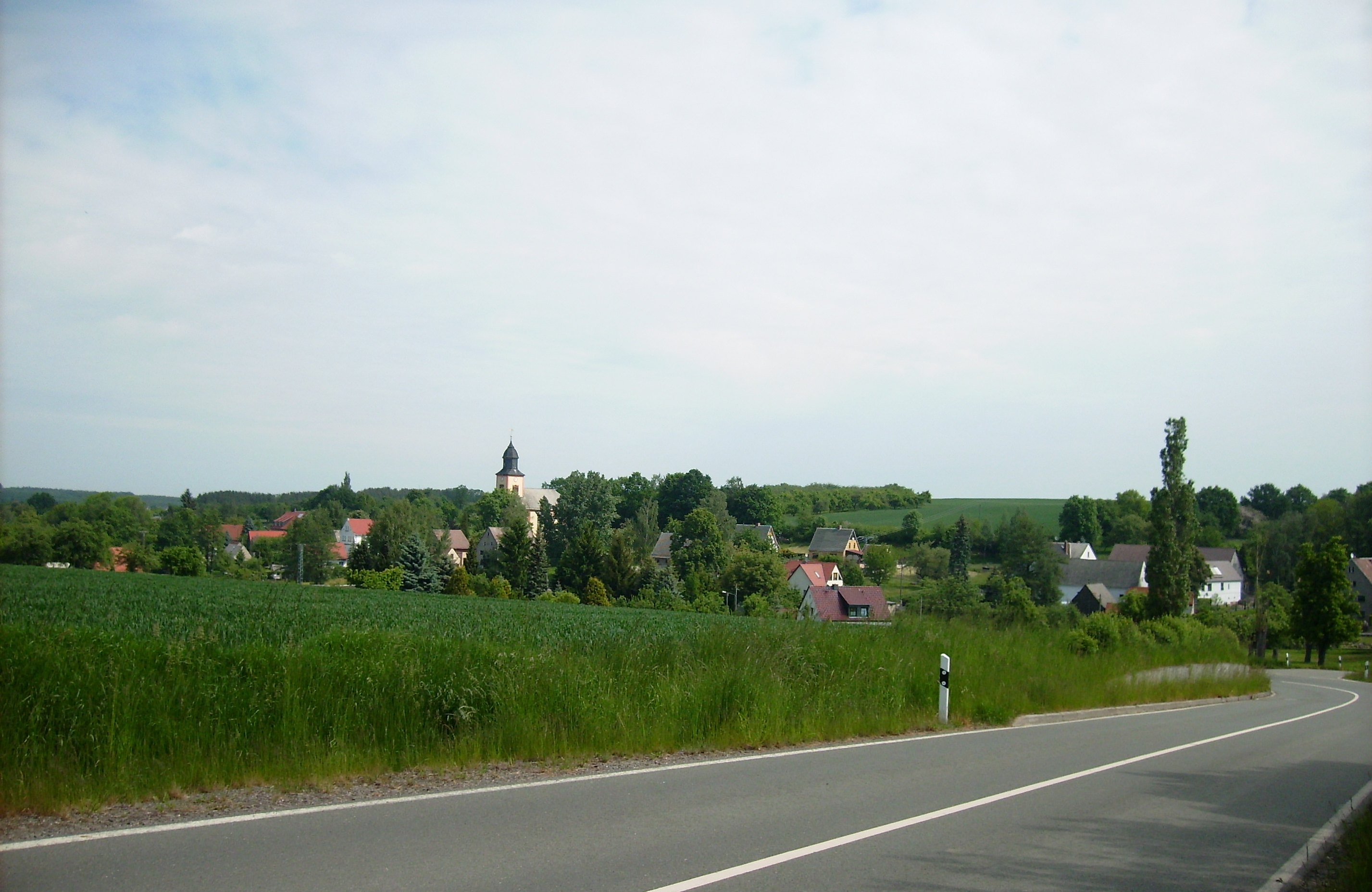
Blick auf Frohnsdorf

Der Ort und seine Flur befinden sich im Altenburger Lösshügelland südlich des Leinawaldes und Altenburgs. Frohnsdorf befindet sich am Ostufer des Gewässers Wiera, welches den Ort räumlich von Wiesebach trennt.
Der einst sächsische Teil des Orts befand sich als Exklave im Südosten. Er bestand aus einem Gehöft und der Tongrube des Orts.
Mit der Kreisstraße 301 ist das Dorf verkehrsmäßig angeschlossen. Nördlich des Nachbarorts Wiesebach befindet sich mit dem Wiesebacher Viadukt die größte Eisenbahnbrücke der ehemaligen Bahnstrecke Altenburg–Narsdorf. Sie besteht aus 17 Bögen und hat eine Länge von 330 Metern mit einer Krümmung. An der Strecke besaß Wiesebach zwischen 1901 und 1995 auch einen Haltepunkt.

### Nachbarorte
| Wiesebach    | Langenleuba-Niederhain                      | Beiern     |
| Uhlmannsdorf | Kompassrose, die auf Nachbargemeinden zeigt | Flemmingen |
|              | Engertsdorf                                 | Garbisdorf |

## Geschichte

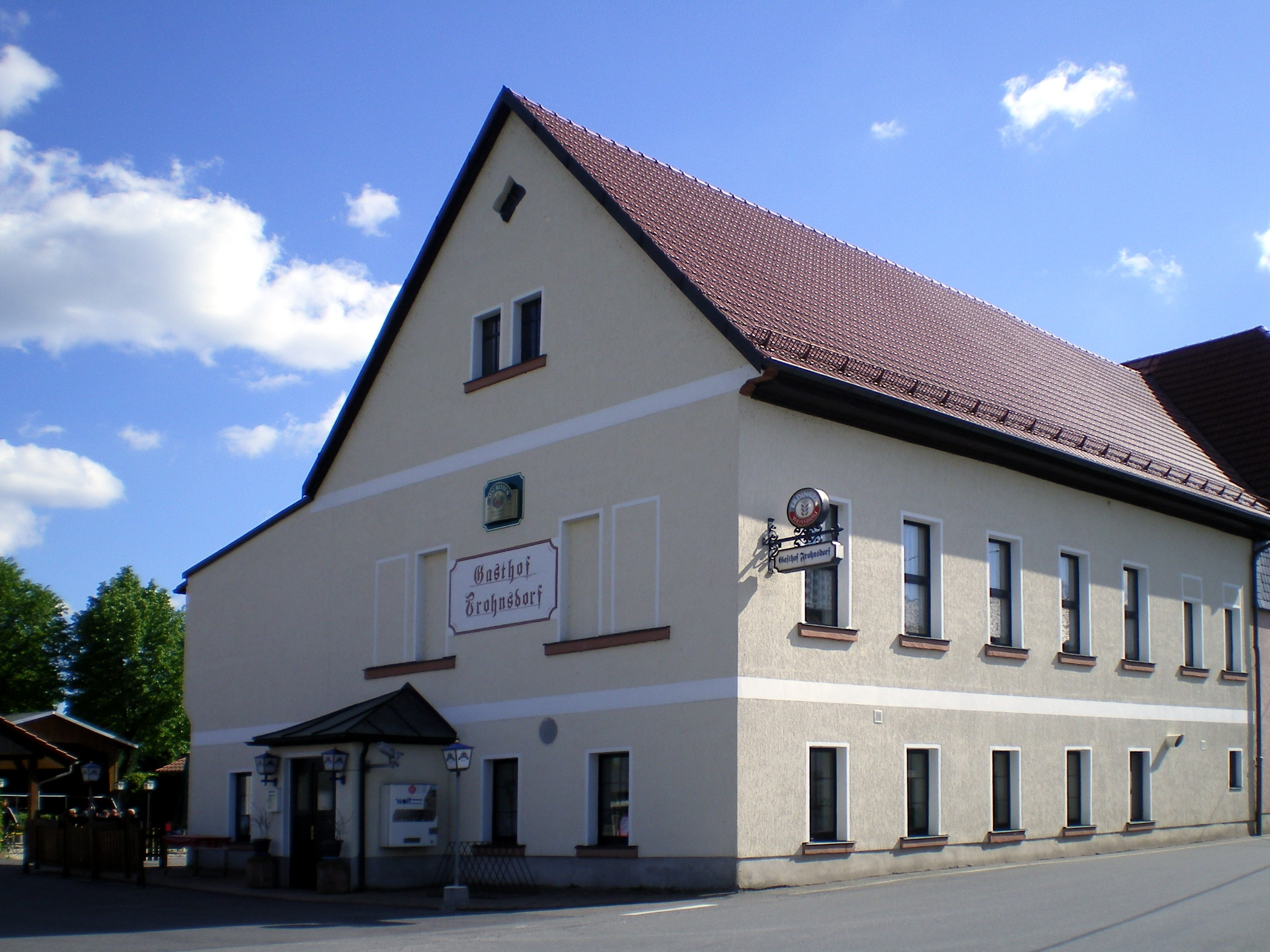
Gasthof Frohnsdorf

Frohnsdorf wurde im Jahr 1336 als „Frumoldisdorf“ erwähnt. Im Jahr 1445 bestand Frohnsdorf aus 20, hundert Jahre später bereits aus 25 Höfen. Der Name ist vermutlich deutschen Ursprungs. Frohnsdorf hat wie der Nachbarort Heiersdorf eine historische Besonderheit: während der größte Teil des Orts historisch zum Herzogtum Sachsen-Altenburg und in der Folge zu Thüringen gehörte, stand ein Hof im Südosten des Orts mit der Tongrube bis 1928 unter der Verwaltung des damals sächsischen Nachbarorts Ziegelheim und gehörte somit zu Sachsen.

### Frohnsdorf (altenburg. bzw. thür. Anteil)
Der Großteil von Frohnsdorf gehörte zum wettinischen Amt Altenburg, welches ab dem 16. Jahrhundert aufgrund mehrerer Teilungen im Lauf seines Bestehens unter der Hoheit folgender Ernestinischer Herzogtümer stand: Herzogtum Sachsen (1554 bis 1572), Herzogtum Sachsen-Weimar (1572 bis 1603), Herzogtum Sachsen-Altenburg (1603 bis 1672), Herzogtum Sachsen-Gotha-Altenburg (1672 bis 1826). Bei der Neuordnung der Ernestinischen Herzogtümer im Jahr 1826 kam Frohnsdorf (altenburg. Anteil) wiederum zum Herzogtum Sachsen-Altenburg. Nach der Verwaltungsreform im Herzogtum gehörte er bezüglich der Verwaltung zum Ostkreis (bis 1900) bzw. zum Landratsamt Altenburg (ab 1900). Frohnsdorf gehörte ab 1918 zum Freistaat Sachsen-Altenburg, der 1920 im Land Thüringen aufging. 1922 kam Frohnsdorf (thür. Anteil) zum Landkreis Altenburg.

### Frohnsdorf (sächs. Anteil)

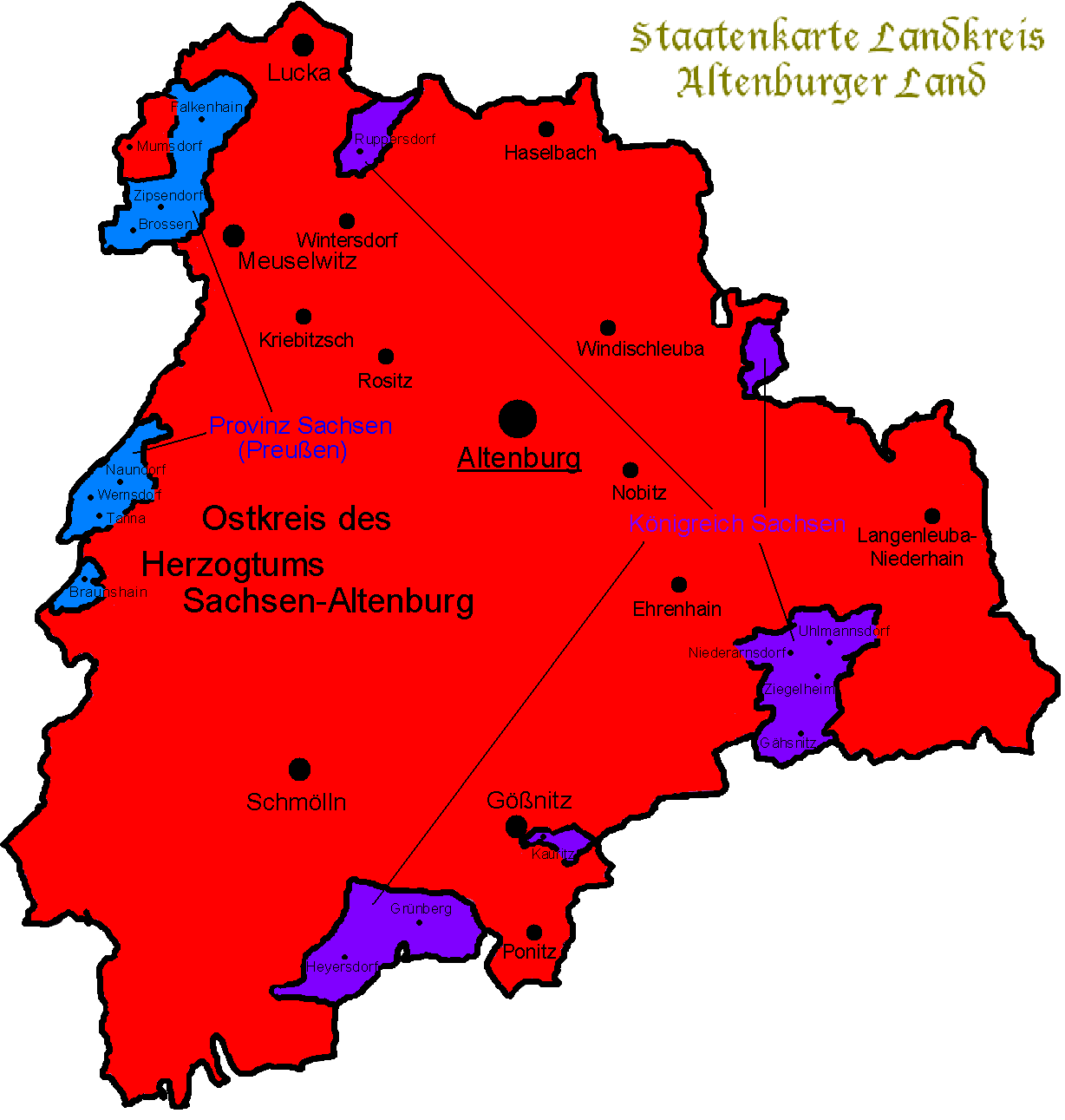
Lage der sächsischen Grundherrschaft Ziegelheim im Süden des Altenburger Lands

Der sächsische Anteil von Frohnsdorf bestand aus einem Gut und der benachbarten Tongrube, welche Ton in die Töpferstadt Waldenburg lieferte. Er befand sich als Exklave umschlossen von sachsen-altenburgischen Gebiet im Südosten des Orts in Richtung Flemmingen.
Frohnsdorf (sächs. Anteil) gehörte wie Heiersdorf (sächs. Anteil) politisch zum Nachbarort Ziegelheim. Dieser war Hauptort der Grundherrschaft Ziegelheim, die als sächsisches Lehen im Besitz der Herren von Schönburg war. Nach 1813 wurde das Patrimonialgericht Ziegelheim durch das schönburgische Justizamt Remse verwaltet.
Zwischen dem Königreich Sachsen und dem Haus Schönburg erfolgte im Jahr 1835 eine Neuordnung ihres Verhältnisses. Dabei wurden die unter sächsischer Lehnsherrschaft stehenden schönburg-waldenburgischen Gebiete wie die Herrschaft Remse und die Grundherrschaft Ziegelheim unter die Verwaltung des königlich-sächsischen Amts Zwickau gestellt.
Am 25. September 1856 wurden die gerichtlichen Befugnisse der Grundherrschaft Ziegelheim wie auch die der Herrschaft Remse an den sächsischen Staat abgetreten. Die Exklave Frohnsdorf (sächs. Anteil) wurde als Teil von Ziegelhein seitdem bis zur Neuordnung der Verwaltung im Königreich Sachsen im Jahr 1875 durch das Gerichtsamt Remse verwaltet. Ab 1875 gehörten die Orte der einstigen Grundherrschaft Ziegelheim zunächst zur Amtshauptmannschaft Zwickau. Nachdem auf dem Gebiet der Rezessherrschaften Schönburg im Jahr 1878 eine Verwaltungsreform durchgeführt wurde, kamen sie mit dem gesamten ehemaligen Gerichtsamtsbezirk Remse im Jahr 1880 zur neu gegründeten sächsischen Amtshauptmannschaft Glauchau. Frohnsdorf (sächs. Anteil) gehörte als Teil der Gemeinde Ziegelheim ab 1918 zum Freistaat Sachsen.

### Geschichte von Frohnsdorf seit 1928

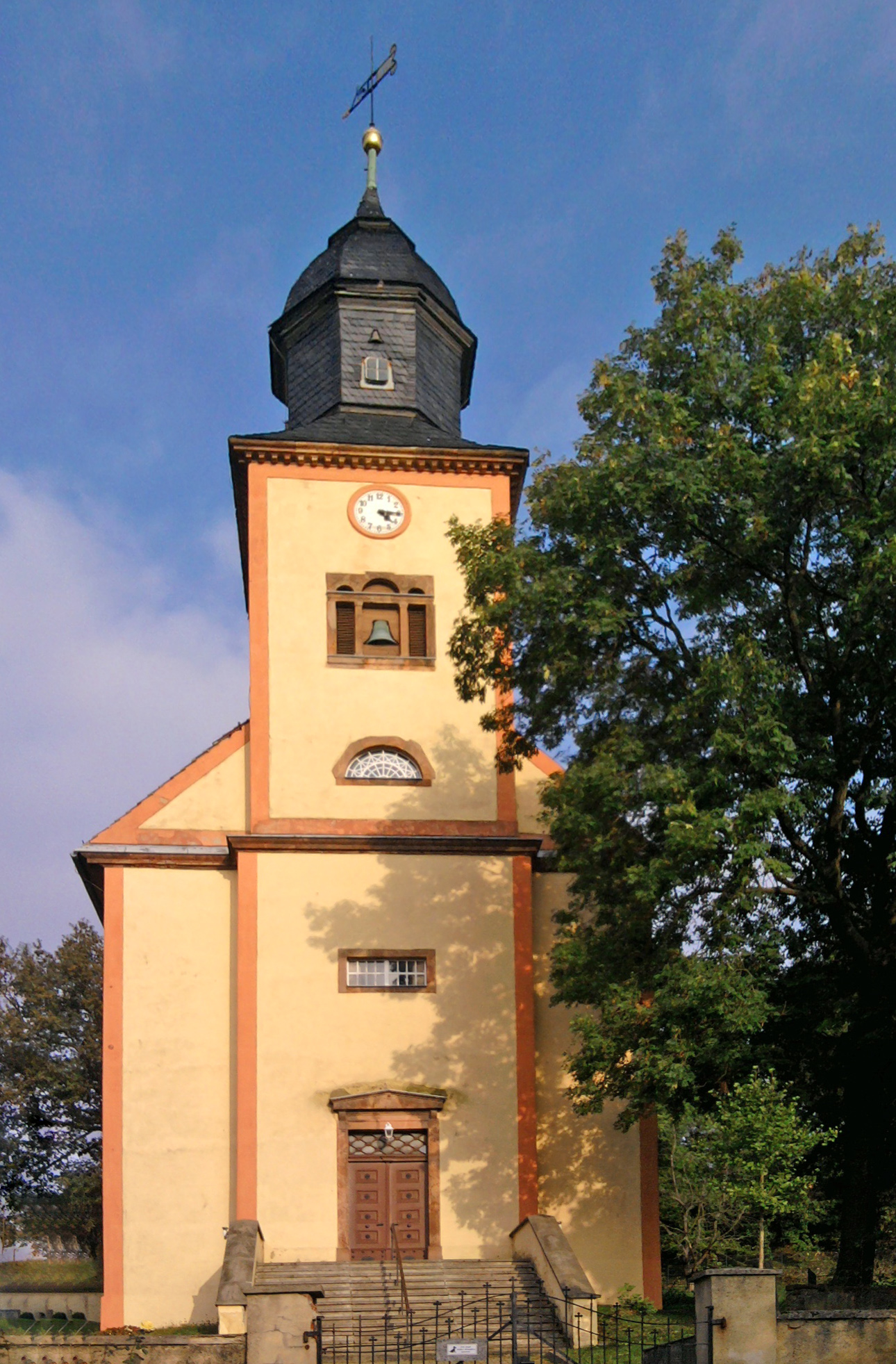
Kirche Frohnsdorf

Im Jahr 1928 erfolgten ein Gebietsaustausch und eine Grenzbereinigung zwischen dem Freistaat Sachsen und dem Land Thüringen.
In dem thüringisch-sächsischen Staatsvertrag vom 7. Dezember 1927 wurden bereits im Vorfeld die Gebiete festgesetzt, die die Länder wechselten. Der Gesetzesentwurf stammt vom 15. März 1928. Dadurch wurde der bis dahin als sächsische Exklave in thüringischem Gebiet liegende Anteil von Frohnsdorf vollständig an Thüringen abgetreten und mit dem thüringischen Anteil zur Gemeinde Frohnsdorf vereinigt. Der nördlich von Frohnsdorf gelegene Wohnplatz Wiesebach am westlichen Ufer der Wiera verschmolz bereits früher mit Frohnsdorf, ein genaues Datum dafür ist jedoch nicht bekannt. Heute weist noch das „Wiesebacher Viadukt“ der stillgelegten Bahnstrecke Altenburg–Langenleuba-Oberhain auf den Ort hin, der zwischen 1901 und 1995 auch einen Haltepunkt an der Bahnstrecke besaß.
Bei der zweiten Kreisreform in der DDR wurden 1952 die bestehenden Länder aufgelöst und die Landkreise neu zugeschnitten. Somit kam die Gemeinde Frohnsdorf mit dem Kreis Altenburg an den Bezirk Leipzig, der seit 1990 als Landkreis Altenburg zu Thüringen gehörte und 1994 im Landkreis Altenburger Land aufging. Am 1. April 1992 wurde Frohnsdorf eine von fünf Gemeinden der Verwaltungsgemeinschaft Wieratal. Mit der Eingliederung der Gemeinde Frohnsdorf in die Gemeinde Nobitz im Rahmen der Gebietsreform in Thüringen wurde diese Verwaltungsgemeinschaft aufgelöst. Frohnsdorf und Wiesebach sind seit dem 6. Juli 2018 Ortsteile der Großgemeinde Nobitz.

### Kirche
Dorfkirche Frohnsdorf

### Einwohnerentwicklung
Entwicklung der Einwohnerzahl (Stand jeweils 31. Dezember):
| - 1613: 183 - 1672: 179 - 1880: 330 - 1994: 352 - 1995: 352 - 1996: 349 - 1997: 347 | - 1998: 346 - 1999: 340 - 2000: 340 - 2001: 333 - 2002: 336 - 2003: 335 - 2004: 336 | - 2005: 331 - 2006: 322 - 2007: 308 - 2008: 307 - 2009: 294 - 2010: 296 - 2011: 296 | - 2012: 276 - 2013: 272 - 2014: 259 - 2015: 255 - 2016: 246 |

Datenquelle: bis 1880 Löbe, ab 1994 Thüringer Landesamt für Statistik

## Politik
Bürgermeister war seit der Bürgermeisterwahl vom 5. Juni 2016 Michael Wagner (CDU). Er erhielt 69,0 % der gültigen Stimmen, bei einer Wahlbeteiligung von 77,1 % (−2,8 %p) und einer Gegenkandidatin. Vorherige Bürgermeister waren 1994 bis 1999 Beatrix Steinert und seit 1999 Dietmar Graichen von der Liste des Bauernverbandes.
Seit der Kommunalwahl vom 25. Mai 2014 setzte sich der Gemeinderat wie folgt zusammen:
- FWG – 2 Sitze (31,9 %)
- FFW – 2 Sitze (28,4 %)
- Bauern – 1 Sitz (20,9 %)
- CDU – 1 Sitz (18,9 %)

Die Wahlbeteiligung lag bei 67,2 %.

## Wirtschaft und Infrastruktur
Auf dem Gebiet der Ortslage Wiesebach besaß Frohnsdorf einen Haltepunkt an der inzwischen stillgelegten Nebenbahn von Altenburg nach Narsdorf.